# I sette del gruppo selvaggio
Pour plus de détails, voir Fiche technique et Distribution.
I sette del gruppo selvaggio est un western spaghetti italien sorti en 1975, réalisé par Gianni Crea.

## Synopsis
La sœur de Jeff McNeil a été agressée et tuée par la bande de Cooper. Son frère décide de la venger.

## Fiche technique
- Titre original italien : I sette del gruppo selvaggio
- Réalisation : Gianni Crea
- Scénario : Gianni Crea
- Genre : western spaghetti
- Musique : Stelvio Cipriani
- Production : Itala Giardina, Dante Grilli pour Bleus Film
- Photographie : Angelo Lotti, Dante Di Palma
- Format d'image : 2.35:1
- Montage : Mariano Arditi
- Durée : 80 minutes
- Maquillage : Sergio Angeloni
- Pays de production :  Italie
- Langue originale : italien
- Année de sortie : 1975

## Distribution
- Dino Strano (sous le pseudo de Dean Stratford) : Jeff McNeil
- Mario Brega : Tornado
- Femi Benussi : Rosie
- Gordon Mitchell : Cooper
- Pino Mattei : Foster
- Jack Logan : écossais
- Mirella Rossi : Liz
- Maurizio Tocchi : shérif Perry
- Nino Musco : maire